# Theridion karamayense
Theridion karamayense är en spindelart som beskrevs av Zhu 1998. Theridion karamayense ingår i släktet Theridion och familjen klotspindlar. Inga underarter finns listade i Catalogue of Life.